# Wolfenschiessen
Wolfenschiessen (toponimo tedesco) è un comune svizzero di 2 110 abitanti abitanti del Canton Nidvaldo.

## Geografia fisica
Il territorio di Wolfenschiessen si estende principalmente sul versante sinistro della valle del fiume Aa di Engelberg, circondato dai monti Titlis, Graustock, Huetstock, Ruchstock, Chaiserstuel, Brisen e Stanserhorn; sul territorio comunale, il più esteso del cantone, si trovano le dighe di Bannalp e di Käppelistutz.

## Storia
Il territorio dell'odierno comune di Wolfenschiessen ha fatto capo alle antiche Ürte di Altzellen, Oberrickenbach, Büren ob dem Bach e Boden dal Basso Medioevo fino al XIX secolo; il comune politico di Wolfenschiessen è stato istituito nel 1850.

## Monumenti e luoghi d'interesse

### Architetture religiose
- Chiesa parrocchiale cattolica di Santa Maria, attestata dal 1277 e ricostruita nel 1775-1777 da Johann Anton Singer[3];
- Cappella di San Teodulo in località Altzellen, consacrata nel 1482 e ampliata nel 1692[3][4];
- Cappella dei Santi Pietro e Paolo in località Oberrickenbach, costruita nel 1786-1787 da Johann Anton Singer[3][5];
- Cappella a pianta circolare in località Trübsee, costruita nel 1935 da Arnold Stöckli[3].

### Architetture civili
- Höchhuis, casa con frontone rialzato costruita nel 1586 dal landamano Melchior Lussi[3];
- Grosssitz, Tätschihuis attestata dal 1601[3];
- Hôtel Wallenstöcke, costruito nel 1900 circa[3].

## Società

### Evoluzione demografica
L'evoluzione demografica è riportata nella seguente tabella:
Abitanti censiti

## Geografia antropica

### Frazioni

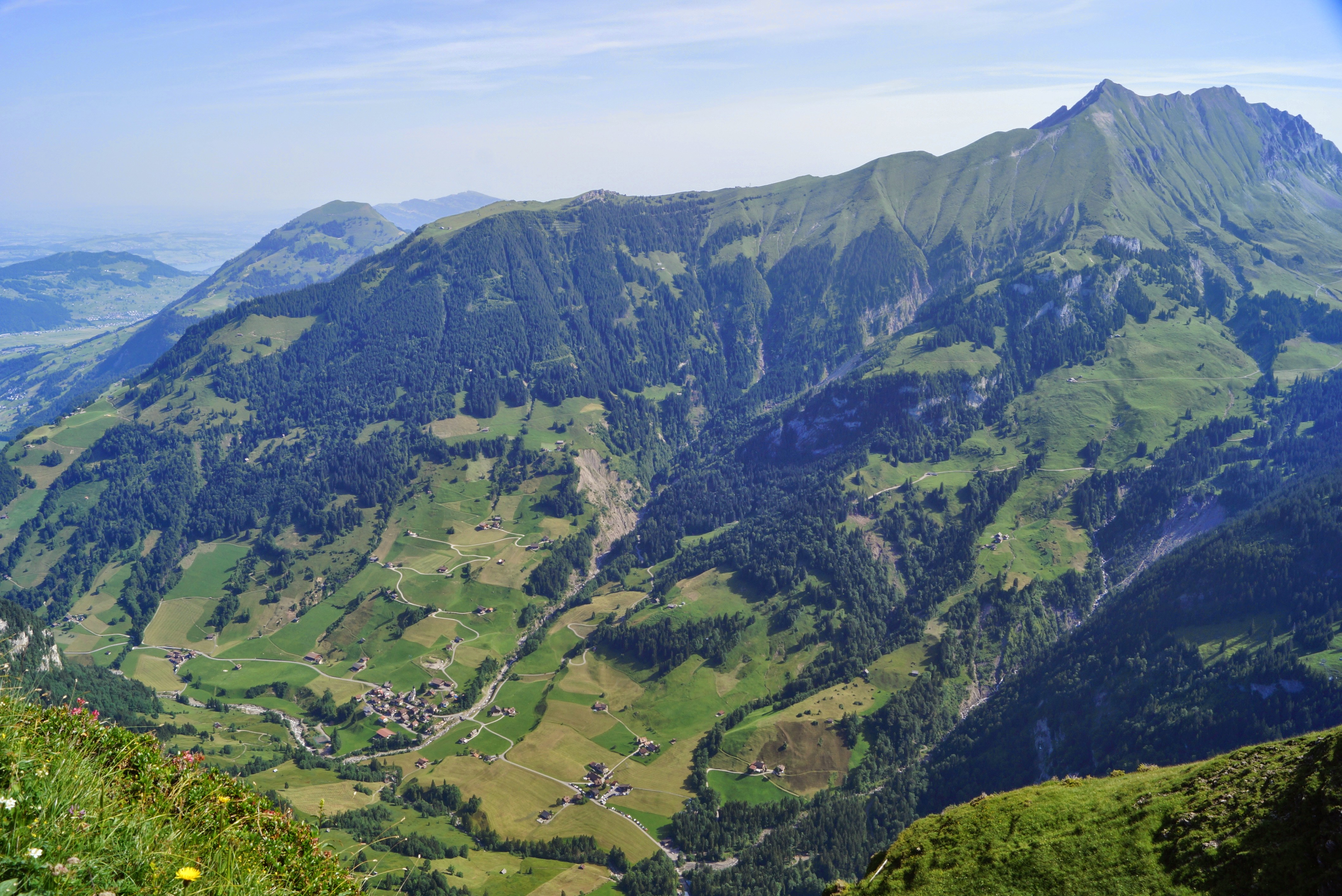
Oberrickenbach

Le frazioni di Wolfenschiessen sono:
- Altzellen[4]
- Dörfli
- Oberrickenbach[5]

#### Alpeggi e località

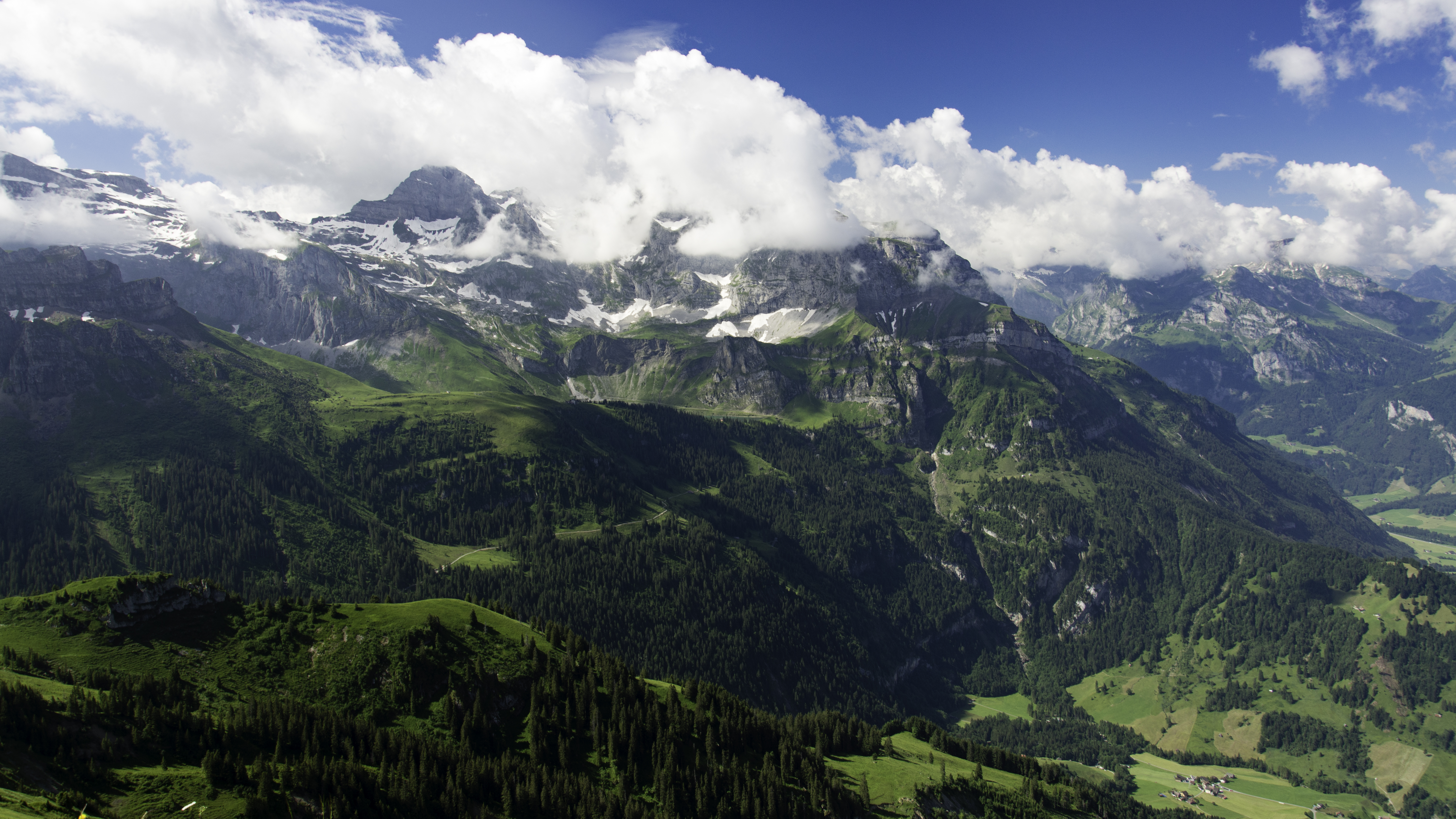
Bannalp

- Arni
- Bannalp
- Kernalp
- Lutersee
- Sinsgäu
- Steinalp
- Trüebsee

## Economia

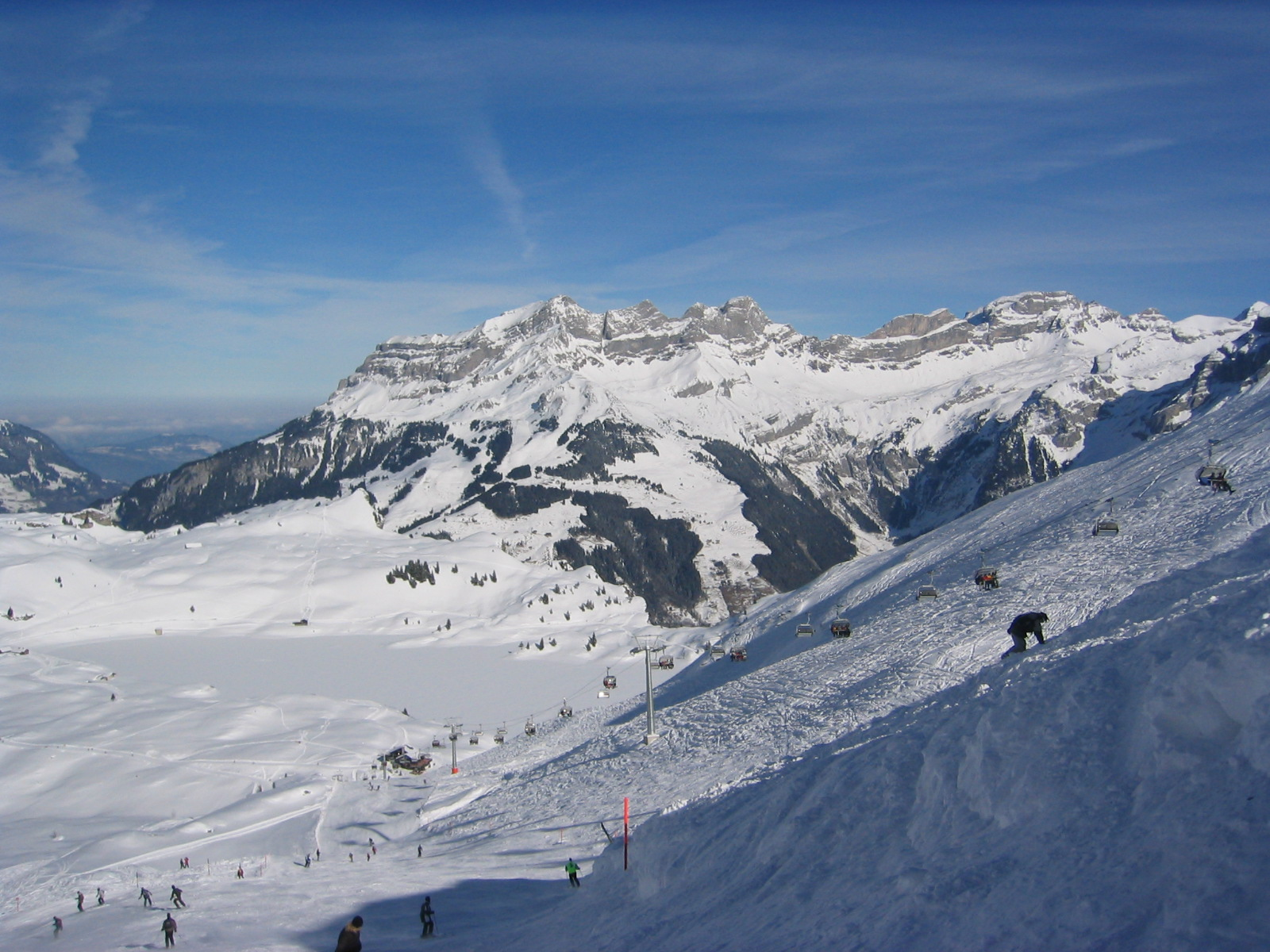
Trüebsee

L'economia locale si basa prevalentemente sul turismo invernale: la stazione sciistica del monte Titlis è raggiungibile da una funivia aperta nel 1927 (fino al Trübsee) ed estesa nel 1965 e nel 1967 (fino al Kleintitlis); nel 1992 l'ultimo tratto fu sostituita da Rotair, la prima funivia rotante al mondo. Altri impianti di risalta collegano Oberrickenbach con le piste sciistiche e i percorsi escursionistici di Bannalp.

## Infrastrutture e trasporti

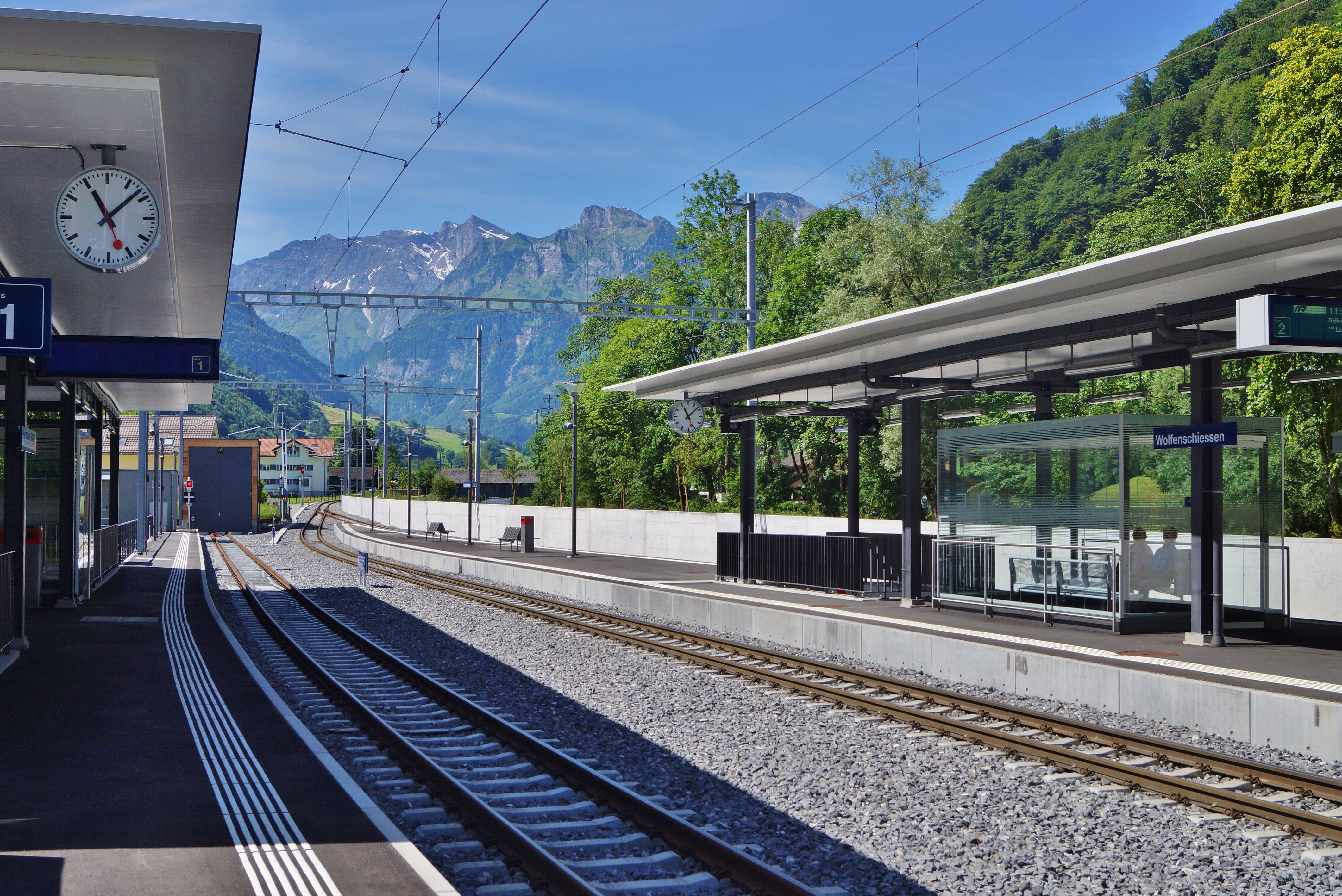
La stazione di Wolfenschiessen

Wolfenschiessen è servito dall'omonima stazione sulla ferrovia Lucerna-Stans-Engelberg.